# Открито първенство на Австралия 2014
Острелиън Оупън 2014 е тенис турнир, провеждащ се на кортове в „Melbourne Park“ във времето между 13 и 26 януари. Това е 102-рото издание на надпреварата и е първият турнир от Големия шлем за годината.
Ли На спечели титлата на сингъл при жените, надигравайки Доминика Цибулкова във финалната среща. Станислас Вавринка отстранява Рафаел Надал в мача за титлата на сингъл при мъжете и печели първия си трофей от Големия шлем. Сара Ерани и Роберта Винчи защитават успешно титлата си на двойки жени от предната година след победа на руското дуо Екатерина Макарова и Елена Веснина. Лукаш Кубот и Робърт Линдщет грабват титлата на двойки мъже след успех срещу Ерик Буторак и Равен Класен. Смесените двойки са спечелени от Кристина Младенович и Даниел Нестор, които триумфираха срещу Саня Мирза и Хория Текау.
И двамата шампиони на сингъл от предната година отпадат в четвъртфиналите, което се случва за първи път в откритата ера. Новак Джокович бе трикратен действащ шампион на сингъл мъже, но не успя да спечели за четвърти пореден път, отстъпвайки на бъдещия шампион Вавринка. Двукратната действаща шампионка Виктория Азаренка също не защити титлата си на сингъл жени, губейки от Агнешка Радванска. Освен това, шампионите на двойки при мъжете от предната година Боб и Майк Брайън също не съумяха да защитят трофея си, докато единствено Ерани и Винчи триумфираха отново.

## Точки и награден фонд

### Ключ
1. Ш – шампион
2. Ф – финалист
3. ПФ – полуфиналисти
4. ЧФ – четвъртфиналисти
5. ОФ – осминафиналист
6. 3К – тенисист, загубил в трети кръг
7. 2К – тенисист, загубил във втори кръг
8. 1К – тенисист, загубил в първи кръг
9. К – тенисист, преминал квалификациите
10. К3 – тенисист, загубил в трети кръг на квалификациите
11. К2 – тенисист, загубил във втори кръг на квалификациите
12. К1 – тенисист, загубил в първи кръг на квалификациите

### Точки
| Събитие     | Ш    | Ф    | ПФ  | ЧФ  | ОФ  | 3К  | 2К | 1К | К  | К3 | К2 | К1 |
| Сингъл мъже | 2000 | 1200 | 720 | 360 | 180 | 90  | 45 | 10 | 25 | 16 | 8  | 0  |
| Двойки мъже | 2000 | 1200 | 720 | 360 | 180 | 90  | 0  | –  | –  | –  | –  | –  |
| Сингъл жени | 2000 | 1300 | 780 | 430 | 240 | 130 | 70 | 10 | 40 | 30 | 20 | 2  |
| Двойки жени | 2000 | 1300 | 780 | 430 | 240 | 130 | 10 | –  | –  | –  | –  | –  |

### Награден фонд
Общата сума на наградния фонд е A$33 000 000 и е в австралийски долари
| Събитие         | Ш           | Ф           | ПФ        | ЧФ        | ОФ        | 3К       | 2К       | 1К       | К3       | К2     | К1     |
| Сингъл          | А$2 650 000 | А$1 325 000 | А$540 000 | А$270 000 | А$135 000 | А$75 000 | А$50 000 | А$30 000 | А$14 400 | А$7200 | А$3600 |
| Двойки*         | А$520 000   | А$260 000   | А$130 000 | А$65 000  | А$36 000  | А$21 000 | А$13 500 | –        | –        | –      | –      |
| Смесени двойки* | А$135 500   | А$67 750    | А$33 900  | А$15 500  | А$7800    | А$3800   | –        | –        | –        | –      | –      |

* на отбор

## Събития

### Сингъл мъже
Станислас Вавринка побеждава  Рафаел Надал с резултат 6 – 3, 6 – 2, 3 – 6, 6 – 3.

### Сингъл жени
Ли На побеждава  Доминика Цибулкова с резултат 7 – 6(7 – 3), 6 – 0.

### Двойки мъже
Лукаш Кубот /  Робърт Линдщет побеждават  Ерик Буторак /  Равен Класен с резултат 6 – 3, 6 – 3.

### Двойки жени
Сара Ерани /  Роберта Винчи побеждават  Екатерина Макарова /  Елена Веснина с резултат 6 – 4, 3 – 6, 7 – 5.

### Смесени двойки
Кристина Младенович /  Даниел Нестор побеждават  Саня Мирза /  Хория Текау с резултат 6 – 3, 6 – 2.

## Квалификанти (Q)
| 1. Дамир Джумхур (Трети кръг) 2. Доминик Тийм (Втори кръг) 3. Давид Гес (Първи кръг) 4. Денис Кудла (Първи кръг) 5. Душан Лайович (Втори кръг) 6. Джан Дзе (Първи кръг) 7. Михаел Берер (Втори кръг) 8. Франк Данчевич (Първи кръг) 9. Уейн Одесник (Първи кръг) 10. Томас Белучи (Втори кръг) 11. Венсан Мийо (Втори кръг) 12. Джими Ван (Първи кръг) 13. Райн Уилямс (Първи кръг) 14. Ричардас Беранкис (Първи кръг) 15. Блаж Рола (Втори кръг) 16. Петер Гойовчик (Първи кръг) | 1. Белинда Бенчич (Втори кръг) 2. Карина Витхьофт (Първи кръг) 3. Ана Конюх (Първи кръг) 4. Зарина Дияс (Трети кръг) 5. Катажина Питер (Първи кръг) 6. Алла Кудрявцева (Втори кръг) 7. Хедър Уотсън (Първи кръг) 8. Луцие Храдецка (Втори кръг) 9. Катерина Синякова (Първи кръг) 10. Дуан Инин (Първи кръг) 11. Ирина-Камелия Бегу (Първи кръг) 12. Анна Татишвили (Първи кръг) |

## Щастливи губещи (LL)
| 1. Мартин Клижан (Трети кръг) 2. Стефан Роберт (Осминафинал) | 1. Ирина Фалкони (Втори кръг) |

## Тенисисти, получили уайлд кард (WC)
| 1. Джеймс Дъкуорт (Първи кръг) 2. Самюел Грот (Първи кръг) 3. Стив Джонсън (Първи кръг) 4. Танаси Кокинакис (Втори кръг) 5. Ник Кирьос (Втори кръг) 6. Люка Пуй (Първи кръг) 7. Джордан Топмсън (Първи кръг) 8. У Ди (Първи кръг) | 1. Ашли Барти (Първи кръг) 2. Кейси Делакуа (Осминафинал) 3. Ярмила Гайдошова (Първи кръг) 4. Полин Парментие (Първи кръг) 5. Оливия Роговска (Втори кръг) 6. Сторм Сандърс (Първи кръг) 7. Тан Хаочен (Първи кръг) 8. Сачия Викъри (Първи кръг) |

## Тенисисти, играещи със защитаващ ранкинг (PR)
| 1. Вера Звонарьова (Първи кръг) 2. Джан Юн-жан (Първи кръг) |

## Тенисисти, отказали се от участие в турнира
| 1. Николас Алмагро (Травма в дясното рамо) 2. Филип Колшрайбер (Контузия в бедрото) 3. Юрген Мелцер (Контузено рамо) 4. Янко Типсаревич 5. Виктор Троицки (Дисквалификация) | 1. Мария Кириленко (Травма в колената) 2. Джейми Хемптън (Контузия в бедрото) 3. Урсула Радванска (Контузия на глезена) 4. Мария Тереса Торо Флор (Контузия в гърба) 5. Ромина Опранди 6. Надя Петрова (Лични причини) |